# أوسكار فرالي
أوسكار فرالي (بالإنجليزية: Oscar Fraley)‏ هو كاتب وصحفي أمريكي، ولد في 2 أغسطس 1914، وتوفي في 6 يناير 1994.

## وصلات خارجية
- أوسكار فرالي على موقع IMDb (الإنجليزية)
- أوسكار فرالي على موقع قاعدة بيانات الفيلم (الإنجليزية)